# Габишев Михайло В'ячеславович
Михайло В'ячеславович Габишев (каз. Михаил Вячеславович Габышев, нар. 2 січня 1990) — казахський футболіст, захисник клубу «Астана». Відомий за виступами також у казахських клубах «Восток», «Каспій», «Атирау» та «Шахтар» (Караганда), а також у складі національної збірної Казахстану.

## Клубна кар'єра
Михайло Габишев народився у 1990 році в Читинській області, пізніше перебрався з родиною до Казахстану. Розпочав займатися футболом у школі футбольного клубу «Восток» з Усть-Каменогорська, а з 2009 року розпочав грати в основній команді клубу, та в складі команди наступного року став переможцем другого дивізіону країни, та отримав путівку до Прем'єр-ліги Казахстану.
У 2012 році Михайло Габишев перейшов до іншого клубу найвищого казахського дивізіону «Шахтар» з Караганди. У складі нової команди вже в перший рік виступів став чемпіоном Казахстану, а наступного року став володарем Кубка та Суперкубка Казахстану. Грав у складі «Шахтаря» до кінця 2018 року, зігравши в складі команди 112 матчів.
У 2019 році Габишев став гравцем команди «Каспій» з Актау, проте протягом сезону перейшов до клубу «Атирау» з однойменного міста. Наступний сезон футболіст знову грав у складі клубу «Каспій». На початку 2021 року Михайло Габишев повернувся до карагандинського «Шахтаря», за який з початку року зіграв 17 матчів у чемпіонаті країни. З 2022 року Габишев став гравцем клубу «Астана», в якому у цьому ж році став чемпіоном Казахстану.

## Виступи за збірну
На початку 2012 року Михайло Габишев залучався до складу молодіжної збірної Казахстану, за яку зіграв у 2 матчах. З 2021 року футболіст грає у складі національної збірної Казахстану, на середину 2023 року зіграв у складі збірної 10 матчів.

## Титули та досягнення
- Чемпіон Казахстану (2):

«Шахтар» (Караганда): 2012
«Астана»: 2022
- Володар Кубку Казахстану (1):

«Шахтар» (Караганда): 2013
- Володар Суперкубку Казахстану (2):

«Шахтар» (Караганда): 2013
«Астана»: 2023